# You're Only Lonely (singolo)
You're Only Lonely è un singolo del cantautore statunitense J. D. Souther, pubblicato nel 1979.

## Tracce
1. You're Only Lonely – 3:46
2. Songs of Love – 4:18